# 那須氏
那須氏（なすし）は、武家・士族だった日本の氏族のひとつ。下野国那須郡を本貫とする。治承・寿永の乱で源義経軍に加わって屋島の戦いで活躍した那須与一で著名。鎌倉時代以降烏山の那須氏を宗家として支流を那須衆として束ね、戦国時代まで下野東北部を支配した。秀吉の関東平定で除封され、関ヶ原の戦い後には小大名の那須藩主となったが、烏山藩主時代の貞享4年（1687年）に改易された。その後交代寄合としてわずかに家名を残し、維新後士族に列した。

## 出自
藤原北家の後裔（こうえい）を称し、各種系図によると藤原道長の六男・藤原長家の孫資家（貞信）を祖とし、元は須藤氏を称していたが、那須資隆（太郎）の時、那須氏を称したとされる。
一般には屋島の戦いで扇の的を射落とした那須与一（資隆の子）で知られるが、『吾妻鏡』によって明確に存在が確認されるのは鎌倉時代初期の那須光資からであり、与一の存在も含めそれ以前の系図や事跡・伝承には疑わしい部分も多く、出自は必ずしも明らかではないが、阿倍氏の一族で那須国造家である那須氏（姓は直）の後裔とする説がある。
また、光資以後の系譜についても問題があるとする見方がある。通説では光資の後を継いだとされる那須資村が那須氏惣領（当主）として認められた記録がなく、光資の弟で伊王野氏の祖とされる那須資長が惣領であったことを示す古文書（文永9年4月5日付関東下知状:『鎌倉遺文』11005号）が存在する。これは、鎌倉時代後期に光資系と資長系が惣領の地位を巡って争っており、白河結城氏の文書（「白河文書」）などで南北朝時代に北朝方惣領としてその存在が確認できる那須資宿（太郎 → 遠江守）や、その後継者とされる那須資直（周防守）など、現代の那須氏の系譜には登場しない惣領（当主）も資長系の人物であったとみられている。

## 概要
鎌倉幕府成立後は御家人となり、室町時代には最盛期を迎え、結城氏や佐竹氏と並んで、関東八屋形のひとつに数えられた。しかし15世紀前半に上那須家と下那須家の二つに分裂して衰退したとされる。その後上那須家は室町幕府を、下那須家は鎌倉公方・古河公方を頼って勢力争いを繰り返すことになる。永正11年（1514年）、上那須家が内紛により滅亡し、下那須家の那須資房が那須氏を統一するが、その後は宇都宮氏や佐竹氏との抗争に明け暮れる。天正18年（1590年）、那須資晴が豊臣秀吉の小田原征伐に遅参したため所領を没収されたが家臣・大田原晴清の陳謝で資晴の子・那須資景に5,000石を宛てがわれ、かろうじて改易は免れた。
関ヶ原の戦いでは東軍に属し、江戸時代には下野那須藩1万4,000石の大名となる。3代藩主那須資祗の時、2万石に加増され同下野国烏山藩に転封。しかしその養子那須資徳がお家騒動（烏山騒動）により改易され、以後1000石の交代寄合として那須資穀の代で明治維新を迎えた。
幕末維新期の当主那須資興は朝廷に早期帰順して本領を安堵され、朝臣に列して中大夫席を与えられた。明治2年（1869年）5月から6月には上局会議に中大夫席総代となった。同年12月に中大夫以下の称が廃されると東京府貫属士族に編入された。
1884年（明治17年）の華族令で華族が五爵制になった際に定められた『叙爵内規』の前の案である『華族令』案や『叙爵規則』案（『爵位発行順序』所収）では元交代寄合が男爵に含まれており、那須家も男爵に列すべき家として挙げられているが、最終的な『叙爵内規』では交代寄合は叙爵対象外となったため那須家も士族のままだった。
第二次世界大戦後、那須氏は農地改革により財産である小作地の多くを失って没落し、一家は血縁の津軽家を頼って青森県弘前市へ移り住んだ。この時期に36代当主の那須隆が1949年（昭和24年）に起きた弘前大学教授夫人殺人事件の被告人となり有罪が確定したが、服役後に真犯人が判明したことにより再審請求を経て無罪を勝ち取り、冤罪が証明された。事件発生から再審無罪確定まで約30年を要しており、その間那須氏は代々の支援者のほとんど全てを失った上に、助力を申し出る詐欺師にも度々翻弄され、廃絶寸前まで追い込まれたが、「自分で自分に強くなればそれでいい」との一心で那須隆は出所後も弘前に留まり続け、わずかに残された那須氏血縁者の支えにも助けられたことにより、新たな職や家族にも巡り合い生活の安定を取り戻し、戦国期以来最大の家名断絶の危機を免れている。
那須隆は2004年（平成16年）に、那須氏ゆかりの地として知られる栃木県大田原市に道の駅「那須与一の郷」がオープンした際、戦後の困窮と40年にわたる裁判闘争中の散逸を免れた家宝など701点を大田原市へ寄託し、2007年（平成19年）10月に「那須与一伝承館」が開館すると、その名誉館長に就任している。
2008年（平成20年）1月24日に那須隆は84歳で逝去し、現在は那須正美が37代当主を務めている。
なお、この他に鎌倉時代に備中国荏原荘に下った那須氏の庶流が存在し、那須与一の伝説などは備中那須氏において伝承され、中世後期まで下野那須氏ではほとんど認識されていなかったとする指摘もある。

## 一族

### 須藤家
- 須藤貞信（藤原資家、那須氏の祖）
- 須藤資通
- 須藤資満
- 須藤資清
- 須藤資房
- 須藤宗資

### 那須家
1. 那須資隆（太郎）
2. 那須資隆（初名：宗隆、与一）
3. 那須資之（初名：之隆、五郎）
4. 那須頼資（肥前守、宇都宮氏の縁者）
5. 那須光資（肥前守）
6. 那須資村（肥前守）
7. 那須資家（加賀権守）
8. 那須資忠（安芸守）
9. 那須資藤（備前守）
10. 那須資世（越後守）
11. 那須資氏（刑部大輔）
12. 那須資之（越後守）

#### 上那須家
1. 那須資之
2. 那須氏資（大膳大夫）
3. 那須明資（大膳大夫）
4. 那須資親（大膳大夫）
5. 那須資永（太郎、資親養子。実父は結城義永。
  - 那須資久（資親実子）

#### 下那須家
1. 那須資重（五郎、資之弟、初め沢村姓）
2. 那須資持（越後守）
3. 那須資実（伊予守）
4. 那須資房（修理大夫、上那須家滅亡後は統一那須家初代）

#### 統一那須家
1. 那須資房
2. 那須政資（壱岐守）
3. 那須高資（修理大夫）
4. 那須資胤（修理大夫）
5. 那須資晴（修理大夫、小田原征伐に遅参し改易）
6. 那須資景（左京大夫、那須藩）
7. 那須資重（美濃守）
8. 那須資弥（遠江守、実父は青木利長、烏山藩）
9. 那須資徳（与一、実父は津軽信政）
10. 那須資隣
11. 那須資虎
12. 那須資明
13. 那須資礼（与一、実父は佐竹義方）
14. 那須資興（実父は本庄宗秀）
15. 那須資穀
16. 那須資豊[15]
17. 那須隆[16]
18. 那須正美（隆の甥）[17]

## 氏族・家臣

### 那須七騎

#### 千本氏
- 千本為隆（千本氏の祖)
- 千本経隆
- 千本氏隆
- 千本資俊
- 千本資政

#### 大田原氏（大俵氏）
- 大俵胤清
- 大田原資清
- 大田原綱清
- 大田原晴清

#### 大関氏
- 大関高清
- 大関増雄
- 大関宗増
- 大関増次
- 大関高増（宗増養子、実父は大田原資清）

#### 福原氏
- 福原久隆（福原氏の祖）
- 福原資衡
- 福原資郡（実父は那須政資）
- 福原資孝（実父は大田原資清）
- 福原資広
- 福原資保

#### 蘆野氏
- 蘆野資方（蘆野氏の祖）
- 蘆野資豊（日向守）
- 蘆野資泰

#### 伊王野氏
- 伊王野資長（伊王野氏の祖）
- 伊王野資宗（下野守）
- 伊王野資信
- 伊王野資重

### その他の支族・家臣
- 佐久山義隆（大田原資清の婿）
- 鮎ヶ瀬実光（伊王野氏家臣）

## 支配城
- 神田城
- 福原城
- 沢村城
- 烏山城